# Giovanni Battista Bonacina
Giovanni Battista Bonacina (né vers 1620 à Milan en Lombardie) est un peintre italien baroque et un graveur du XVIIe siècle.

## Biographie
Né à Milan, Giovanni Battista Bonacina a été influencé par Cornelis Bloemaert et il a réalisé des portraits du pape Clément IX, de Guido et Hermès Visconti et du comte  Truchi Giovanni Battista.
Il a également gravé l'Alliance de Jacob et Laban et Saint Martin agenouillé devant la Vierge et l'Enfant Jésus d'après Pietro da Cortona, ainsi qu'une  Sainte Famille, avec sainte Catherine et saint Jean, d'après Andrea del Sarto.